# Тихоновка (Башкортостан)
Ти́хоновка (баш. Тихоновка) — деревня в Мелеузовском районе Башкортостана, входит в состав Корнеевского сельсовета.

## Название
Местные жители именуют деревню Завидовкой.

## Население
| 2002 | 2009 | 2010 |
| ---- | ---- | ---- |
| 54   | ↗55  | ↗59  |

Национальный состав
Согласно переписи 2002 года, преобладающие национальности — башкиры (54 %), русские (46 %).

## Географическое положение
Находится на правом берегу реки Ашкадар.
Расстояние до:
- районного центра (Мелеуз): 46 км,
- центра сельсовета (Корнеевка): 6 км,
- ближайшей ж/д станции (Зирган): 29 км.